# Fiat Cinquecento
Der Fiat Cinquecento ist ein Kleinstwagen von Fiat, der zwischen 1991 und 1999 produziert wurde und Nachfolger des Fiat 126 war. Im Gegensatz zu diesem hat das neuere Modell einen Front- statt Heckmotor. Der Name des Cinquecento ist italienisch, bedeutet fünfhundert und bezieht sich auf frühere Modelle mit dem Namen Fiat 500. Ermanno Cressoni prägte das Automobildesign des Fahrzeugs. Nachfolger des Cinquecento war der annähernd baugleiche Fiat Seicento.

## Allgemeines

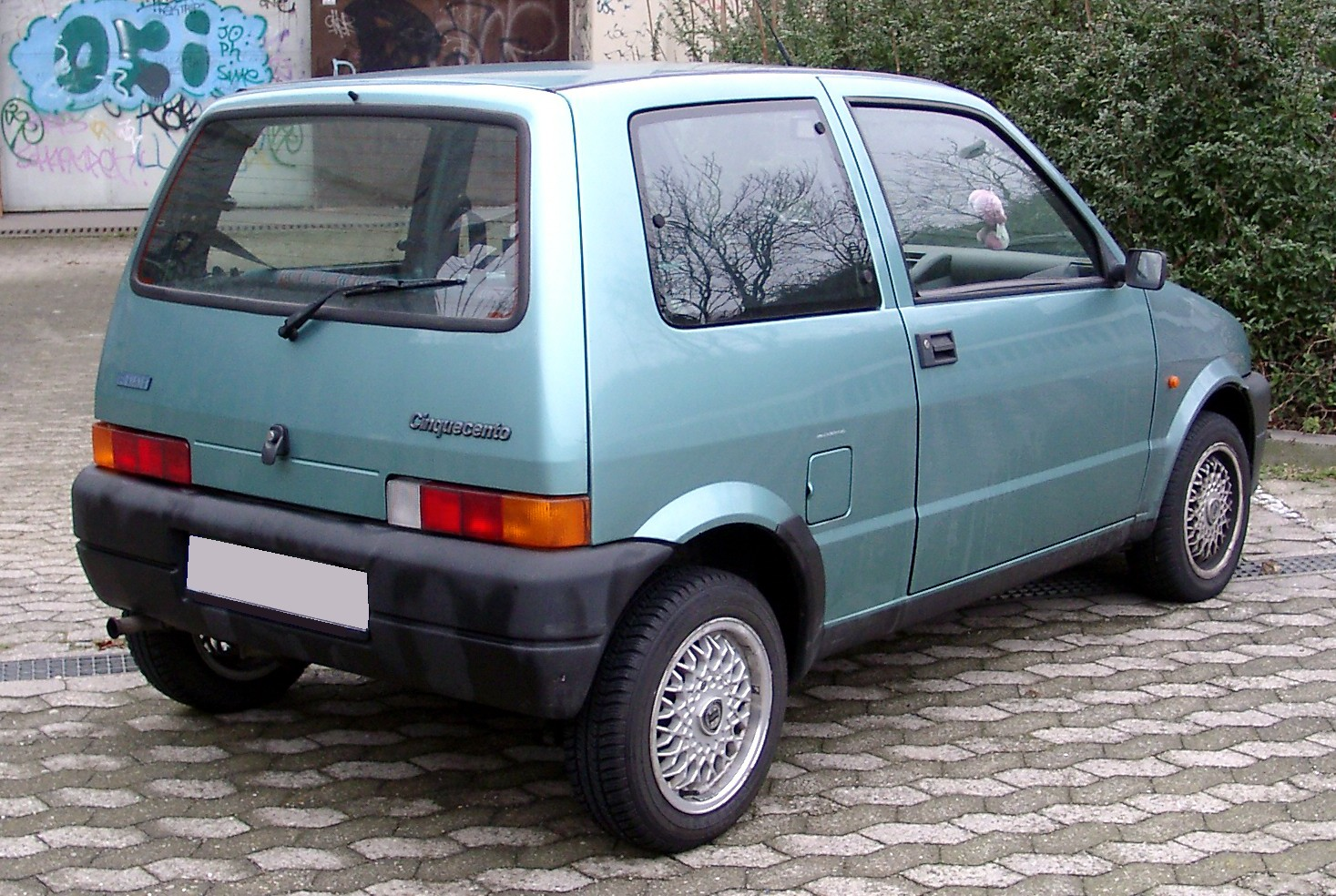
Heckansicht

Der Kofferraum des kleinsten Fiat fasst 170 Liter, bei umgeklappter Rücksitzbank lässt sich der Stauraum auf 810 Liter vergrößern. Nachfolger wurde der Seicento (600), der technisch auf seinem Vorgänger Cinquecento basiert.
Für den deutschen Markt wurde der Fiat Cinquecento, den das Werk Tychy in Polen produzierte und von dem über eine Million Exemplare vom Band liefen, in mehreren Versionen angeboten.

## In Deutschland angebotene Modelle

### Cinquecento 0.9 i.e.
Typ 170CF53A

#### Motor

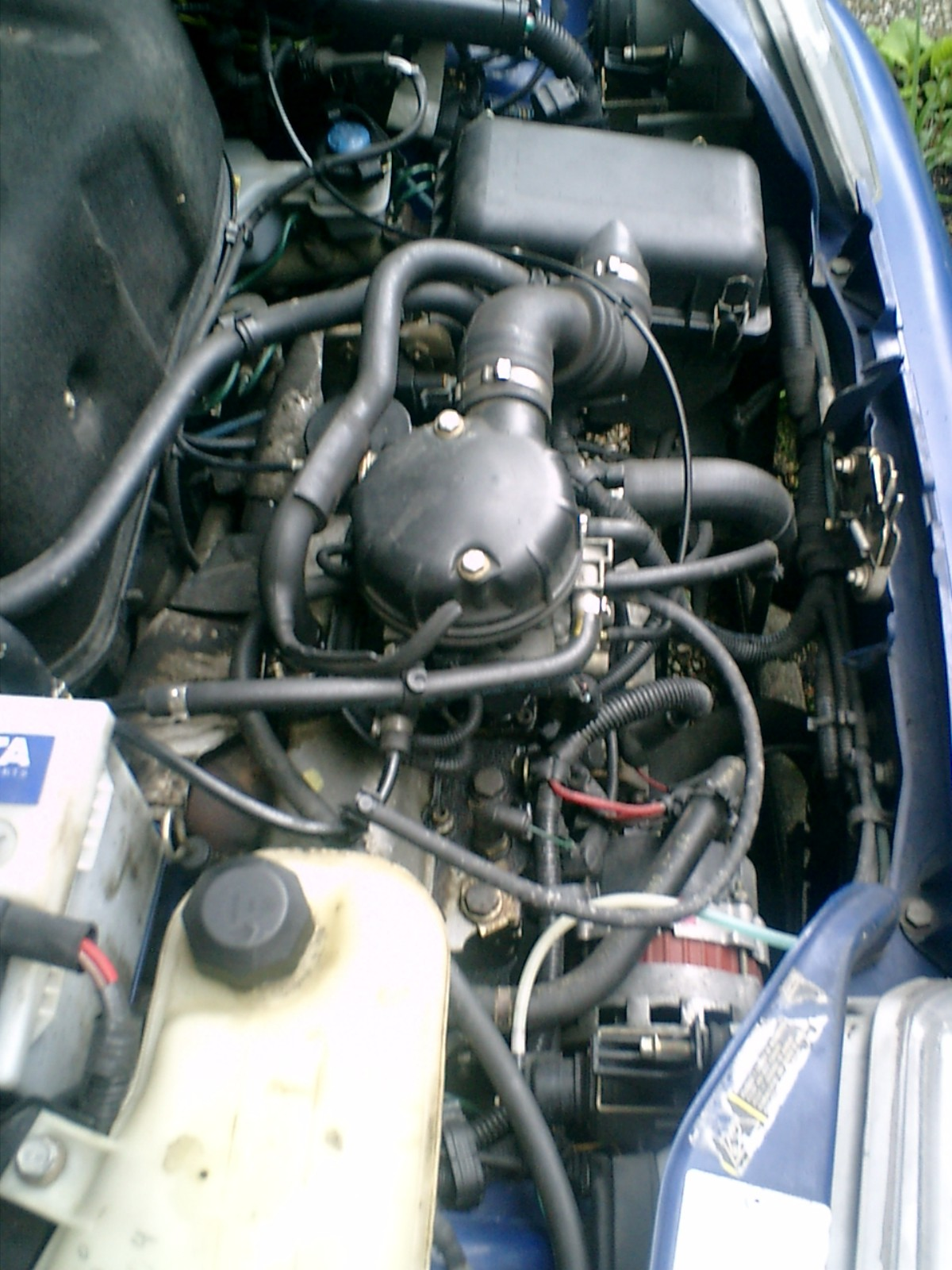
Ansicht des 899-cm³-Motors

Die Standardversion des Fahrzeugs wird von einem quer eingebauten Reihenvierzylinder-Motor des Typs 1170A1.046 mit 899 cm³ Hubraum aus 65 mm Bohrung und 67,7 mm Hub angetrieben. Er leistet maximal 29 kW (39 PS) bei 5500/min und erreicht bei 3000/min ein maximales Drehmoment von 65 Nm. Über ein Fünfgang-Schaltgetriebe werden die Vorderräder angetrieben.
Der Wagen beschleunigt in 18 Sekunden aus dem Stand auf Tempo 100, die Maximalgeschwindigkeit beträgt 140 km/h und kann bei 5500/min im vierten Gang erreicht werden. Der Verbrauch kombiniert beträgt 6,1 Liter auf 100 km nach 93/116/EG (Super bleifrei). Der Motor mit 899 cm³ erfüllt die Abgasnorm Euro 1 und wird von einer Einpunkt-Benzineinspritzung versorgt. Ab Baujahr 1995 wird die Euro-2-Norm erfüllt.
Die 899-cm³-Motoreinheit ist aus dem 903-cm³-Motor des 850 Coupé und 127 abgeleitet, hat aber im Gegensatz zu ihren Vorgängern Hydrostößel.

#### Ausstattung
Die Ausstattung basierte weitgehend auf der ED-Version. Die Fahrzeuge wurden mit nicht lackierten Stoßstangen und Außenspiegeln mit schwarzen Kunststoffgehäusen ausgestattet. Außerdem wurden Radvollblenden anstelle der Radnabendeckel verbaut. Die Hauptunterschiede in der Ausstattung zwischen den ED und der in Deutschland lieferbaren Variante sind ausstellbare Seitenscheiben hinten, ein abschließbarer Tankdeckel und ein Heckscheibenwischer mit -waschanlage sowie das 5-Gang-Getriebe. Ebenso erhielten die Fahrzeuge für den deutschen Markt zwei statt eines Außenspiegels, die, entgegen der Version ED, auch von innen einstellbar waren. Die Scheinwerfer waren wegen der gesetzlichen Anforderungen in der Bundesrepublik vom Innenraum aus einstellbar (die dabei eingesetzte hydraulische Technik ist fehleranfällig und ein typischer Grund für das Durchfallen älterer Baujahre bei der Hauptuntersuchung). Ein aufstellbares Sonnendach und elektrische Fensterheber waren als Sonderausstattung lieferbar.

#### Weiterentwicklung
Ende 1994 nahm Fiat diverse Änderungen an den Wagen vor. Die Instrumente wie Tacho wurden neu gestaltet. Das überwiegend schwarze Armaturenbrett wurde zum Teil grau. Die Schalter werden seither beleuchtet. Weiter wurde das Muster der Sitze und Türverkleidungen geändert. Für verschiedene Märkte wurde ein (mechanisch ausgelöster) Airbag verfügbar. Die Lenkstockhebel wurden von drei auf zwei reduziert und der Lichtschalter wanderte vom Bedientableau in den rechten Lenkstockhebel. Die einzige motortechnische Veränderung war das Umschlüsseln des Wagens auf die Abgasnorm Euro 2.
An der Außenansicht änderte sich zuerst der Tankdeckel, der nun unter einer Klappe verschwand. Später wurde das Design der Radkappen geändert und die Steinschlagecken vor den Hinterrädern, nun nicht mehr bis auf Höhe der hinteren Stoßstange, sondern nur noch bis auf die Höhe der Sicke im Stoßfänger ausgeführt.

### Cinquecento 0.9 i.e.S

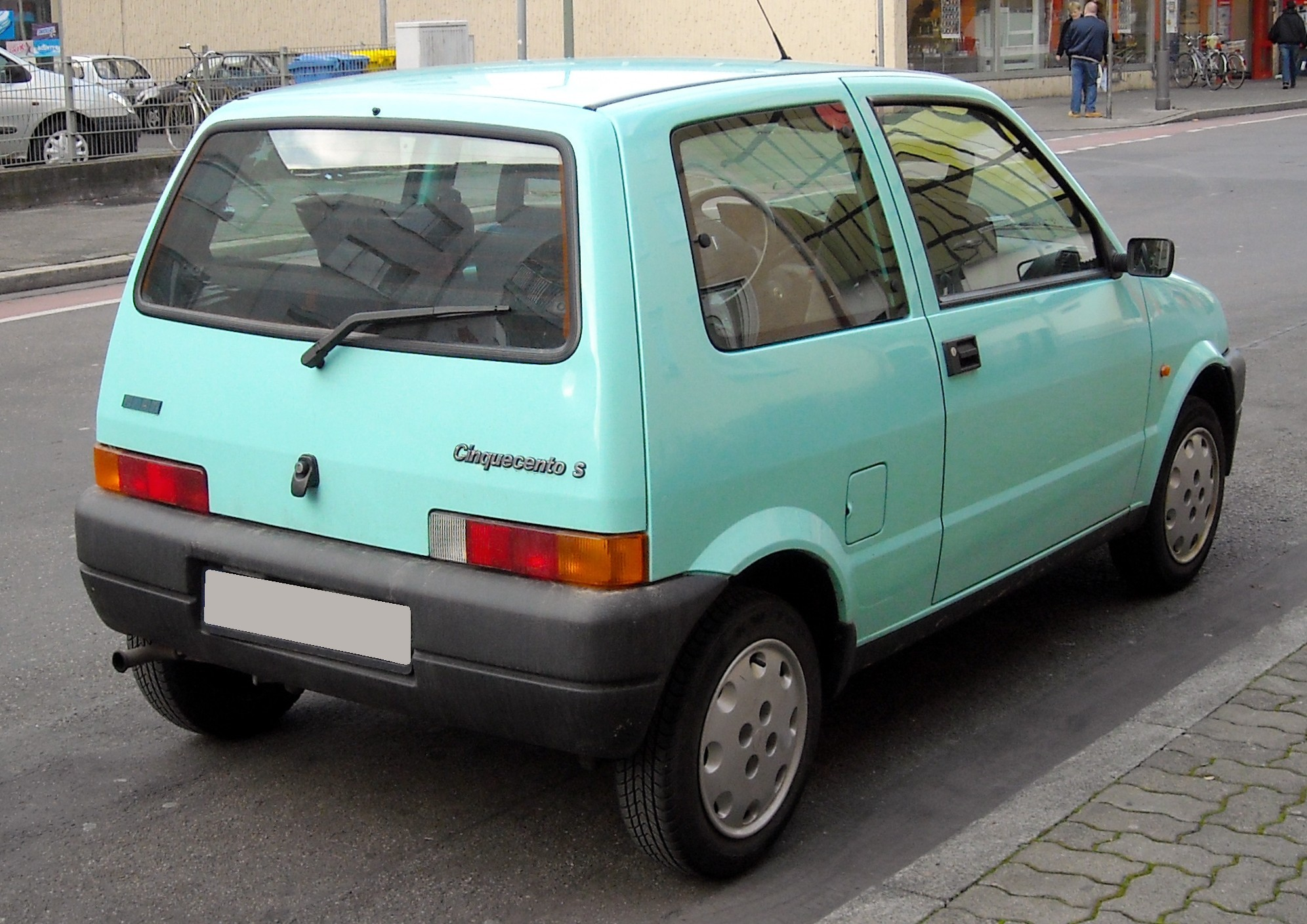
Fiat Cinquecento 0.9 i.e.S

Er war die auf das Basismodell folgende Ausstattung und wird mit dem gleichen 0.9-i.e.-Motor angetrieben. Der Motor ist nach D3-Norm eingestuft.
Der Cinquecento 0.9 i.e.S wurde ab Werk zusätzlich zur Standardversion mit wärmedämmender Verglasung, Digitaluhr und einer mechanischen Fernentriegelung für die Heckklappe ausgestattet.

### Cinquecento 0.9 i.e.SX
Die ebenfalls vom 0,9-Liter-Motor angetriebene SX-Version wurde zusätzlich mit elektrischen Fensterhebern, Seitenschutzleisten, in Wagenfarbe lackierten Stoßfängern, einfarbigen Rückleuchten, weißen Blinkern und einer Mittelkonsole ausgestattet. Auf Wunsch standen Zentralverriegelung, Glas-/Ausstelldach, Metallic-Lackierung und eine asymmetrisch geteilte Rücksitzbank zur Verfügung.

### Cinquecento Suite 0.9 i.e.
Diese Version des kleinen Fiat zielte auf Komfort und war serienmäßig mit Klimaanlage, elektrischen Fensterhebern vorn und Zentralverriegelung ausgestattet. Als Antrieb diente ebenfalls der 0,9-Liter-Motor.

### Cinquecento Soleil

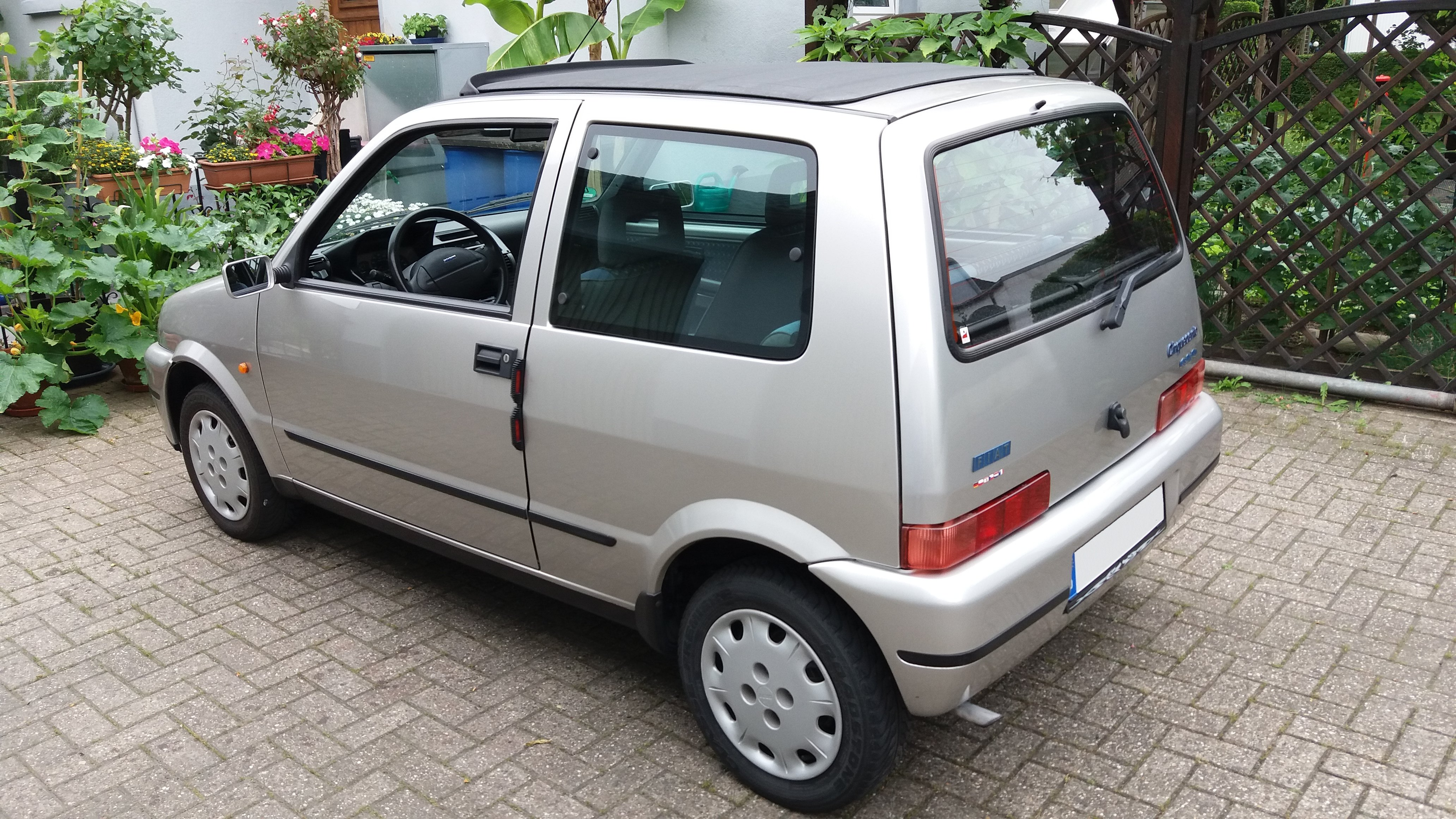
Fiat Cinquecento Soleil 0.9 i.e.S

Diese Version auf Basis der SX-Version wird von dem bekannten 0,9-Liter-Motor angetrieben und hat ein (namensgebendes) elektrisches Webasto-Faltschiebedach. Das doppelschichtige Faltschiebedach gibt eine 1,08 Meter lange und 0,79 Meter breite Öffnung frei, es besteht aus widerstandsfähigem PVC. Ein Windabweiser bremst bei geöffnetem Dach den direkten Luftzug, eine Aluminiumeinfassung sorgt für die nötige Festigkeit der Karosserie.

### Cinquecento Sporting

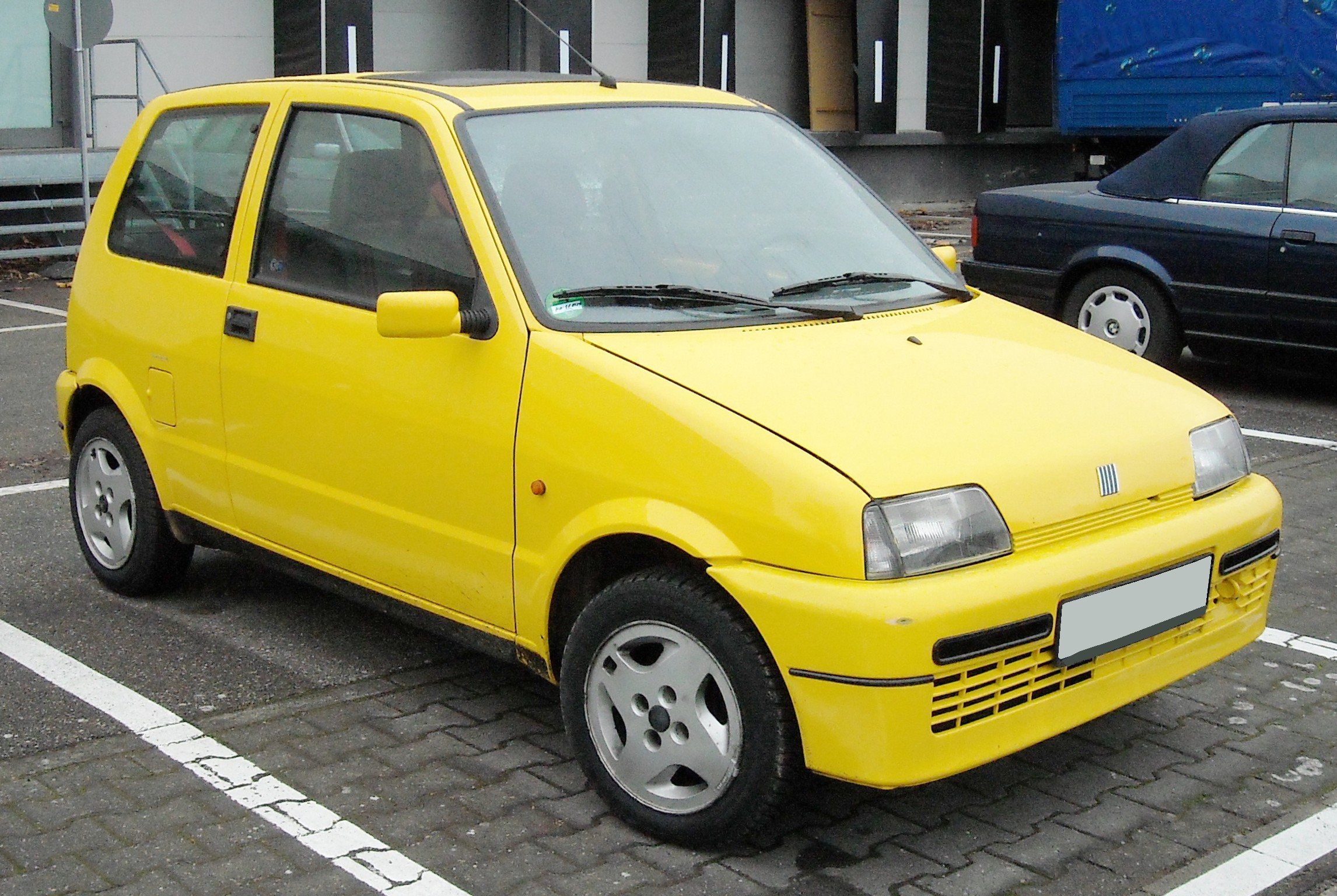
Fiat Cinquecento Sporting

Der Sporting wird von einem 1,1-Liter-Reihenvierzylinder-Motor mit Einspritzanlage angetrieben, der 40 kW (54 PS) bei 5500/min leistet und ein maximales Drehmoment von 86 Nm bei 3250/min erreicht. Damit erreicht der 725 Kilogramm leichte Wagen in 12,8 Sekunden aus dem Stand Tempo 100 und ist 150 km/h schnell.(Verbrauch nach 93/116/EG 6,2 Liter Super kombiniert). Der 1,1-Liter-Motor erfüllt je nach Baujahr die Abgasnorm Schadstoffarm E2 oder D3/Euro 2.
Mit tiefergelegter Karosserie, härter abgestimmten Stoßdämpfern und einem Stabilisator an der Vorderachse wurde das Fahrwerk des in Polen produzierten KFZ der höheren Motorleistung angepasst. Der Sporting ist mit Sportsitzen, Lederlenkrad, Leichtmetallrädern mit Breitreifen der Größe 165/55 R 13 S, roten Sicherheitsgurten und einem Drehzahlmesser ausgestattet. Die fehleranfällige hydraulische Leuchtweitenregulierung wurde durch eine elektrische ersetzt.
Für den Sporting gab es auch die Ausstattungslinie Abarth als Sonderzubehör mit geänderter Front- und Heckschürze, Seitenschwellern, Heckspoiler, Aluminiumrädern, Sportfahrwerk von Eibach und Abarth-Sitzbezügen.

### Cinquecento Turbo
Für die Basis des Cinquecento Sporting (1108 cm³) bieten bzw. boten die Tuningfirmen Novitec, Hörmann, G-Tech und Merkur Turbo-Umbausätze mit Straßenzulassung an, die den kleinen Cinquecento in 7,9 Sekunden auf 100 km/h beschleunigen. Mit entsprechender Getriebeabstimmung ist damit für den Cinquecento die 200-km/h-Grenze kein Hindernis mehr. Die zu erzielende Leistung für diese Umbausätze ist mit 74 kW (101 PS) angegeben, einige wenige Novitec-Ausführungen hatten sogar 82 kW (111 PS). Die Zahl der entsprechend umgebauten Autos dürfte unter 1000 liegen.

## In Polen und Italien angebotene Modelle

### Cinquecento 700cm³
Fahrgestellnummern: 170AA43A & 170AD43B
Diese Variante des kleinen Fiats ist die älteste. Sie wurde bereits ab Ende 1991 in Polen gebaut. Sie hieß Cinquecento ED oder Young. Sie sollte der Nachfolger für den in Polen stark verbreiteten Fiat 126p werden, daher wurde versucht, den Wagen möglichst preisgünstig zu produzieren. Die Ausstattung ist recht mager, verglichen mit den anderen Modellen. So lassen sich je nach Version die hinteren Fenster nicht öffnen, es gibt keinen Heckscheibenwischer. Statt Radblenden gibt es nur kleine Radkappen.
Für das Fahrzeug standen zwei Zweizylinder-Reihenmotoren mit 704 cm³ Hubraum zur Wahl:
- mit Vergaser (FOS Lodz oder Weber) mit Typennummer 170A.000 ohne Katalysator 23 kW (31 PS)
- mit Vergaser und elektronischer Steuerung (Aisan) mit der Typennummer 170A.046 mit Katalysator 22 kW (30 PS)

Diese Motoren stammen aus dem Fiat 126 BIS. Sie sind längs und liegend eingebaut. Das Getriebe in beiden Varianten hat vier Gänge.
Der Cinquecento ED mit 703 cm³ wurde von Dezember 1991 bis Oktober 1998 hergestellt und war hauptsächlich für den polnischen Binnenmarkt gedacht, wurde aber auch in Italien angeboten. Auf dem deutschen Markt war er über Fiat nicht erhältlich.

### Cinquecento 903cm³
Fahrgestellnummern 170AB53A & 170AC53A
Diese Variante des Autos wurde zwischen 1992 und 1993 nur in Polen angeboten. Das Fahrzeug hat die gleiche Ausstattung wie die spätere Standardversion mit dem 899-cm³-Motor.
Als Antrieb dient ein quer eingebauter Reihenvierzylinder-Motor mit 903 cm³ Hubraum mit 30 kW (41 PS). Er wurde aus dem Motor des Fiat 600 abgeleitet und unter anderem im Fiat 127 verwendet. Er ist mit einem Fünfgang-Schaltgetriebe kombiniert.
Das 903-cm³-Modell gibt es in zwei Ausführungen. Die erste hat keinen Katalysator und einen Weber-Vergaser statt einer Einspritzanlage. Diese Version war ab Oktober 1991 nur für den polnischen Markt hergestellt worden. Sie ist zu erkennen an dem Motortyp 170A1-000 mit einer Leistung von 30 kW (41 PS).
Das zweite 903-cm³-Modell wurde ab Juli 1991 hergestellt und hat die Motornummer 170A1-046 mit einer Leistung von 29 kW (39 PS). Der Wagen ist mit einer Einpunkteinspritzanlage (SPI) des Typs Weber IAW 06F ausgestattet, außerdem hat er einen Katalysator.
Die beiden Versionen des Autos wurden bis Mai 1993 hergestellt. Im selben Jahr wurde der Verkauf außerhalb Polens gestartet. Ab der Fahrgestellnummer 00164231 wurde der Hubraum von 903 cm³ auf 899 cm³ gesenkt, um dem Auto Kfz-Steuervorteile zu verschaffen. Dabei wurde die Motornummer auf 1170A1-00 anstatt der 170A1-00 für den Vergasermotor und 1170A1-046 anstatt 170A1-046 für den SPI-Motor eingesetzt.